# Wulagasaurus
Wulagasaurus („Ještěr z lokality Wulaga“) byl rod hadrosauridního dinosaura z podčeledi Saurolophinae, žijícího v době před 69 až 66 miliony let (v období svrchní křídy, geologický věk maastricht) na území dnešního Dálného Východu na pomezí čínské provincie Chej-lung-ťiang a ruské Amurské oblasti).

## Objev a popis

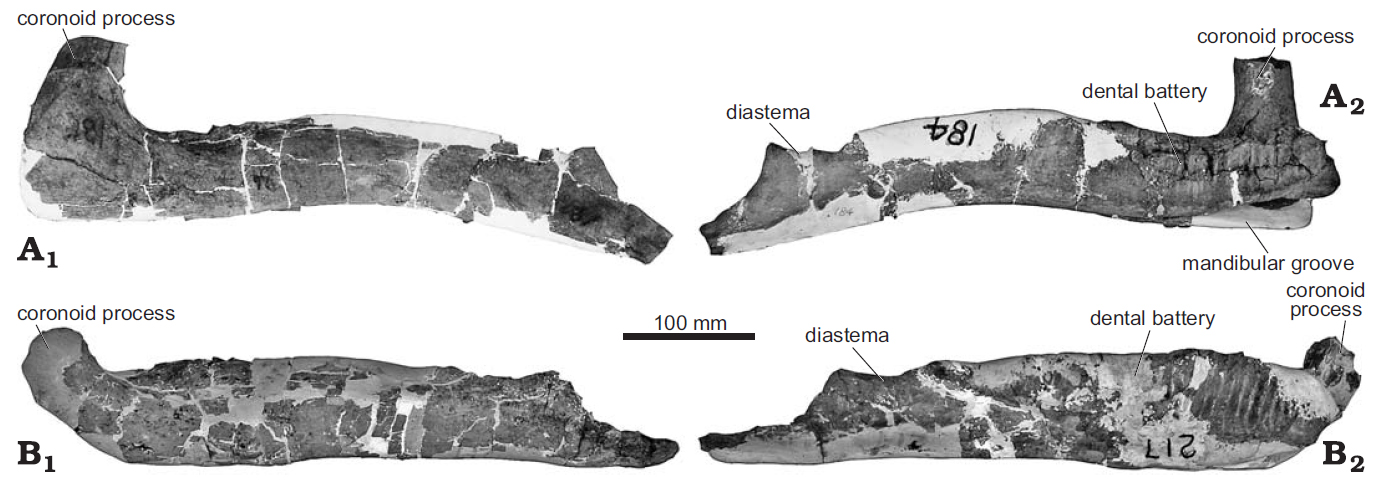
Fragment spodní čelisti rodu Wulagasaurus.

Fosilie tohoto dinosaura byly objeveny v sedimentech geologického souvrství Jü-liang-ce (angl. Yuliangze) a dostaly katalogové označení GMH W184. Fosilie mají podobu částí čelistí a drobných fragmentů postkraniální kostry. Formálně byl typový druh W. dongi popsán roku 2008 belgickým paleontologem Pascalem Godefroitem a jeho kolegy. Ve stejných vrstvách byly objeveny početné fosilie jiného hadrosaurida rodu Sahaliyania.
Wulagasaurus by zástupcem skupiny vývojově vyspělých hadrosauridů z pozdní svrchní křídy severní polokoule, jako byl například příbuzný Kamuysaurus japonicus. Jeho přesná systematická pozice v rámci hadrosauridů je však dosud nejistá.

## Rozměry
Při délce kolem 9 metrů dosahoval tento hadrosaurid odhadované hmotnosti asi 3000 kilogramů. Podle paleontologa Thomase R. Holtze, Jr. byl tento hadrosaurid mírně menší, při délce kolem 8 metrů měl dosahovat hmotnosti dospělého nosorožce (zhruba kolem 2000 kg). Jednalo se tedy o poměrně velkého stádního býložravce.

## Paleoekologie
Tito hadrosauridi byli patrně loveni velkými tyranosauridními teropody, blízce příbuznými populárnímu severoamerickému druhu Tyrannosaurus rex. Jejich fosilní zuby a jiné části kostry byly objeveny ve stejných sedimentech (geologické souvrství Udurčukan a některá další).